# Irlanda en la Copa Mundial de Rugby de 2019

Alineación de los cuartos.

El XV del Trébol fue uno de los 20 países participantes de la Copa Mundial de Rugby de 2019, que se realizó en Japón.
La novena participación irlandesa fue otra decepción, debido a que resultó eliminada en los cuartos de final por séptima vez; la tercera consecutiva. Se cumplió el pronóstico de la mayoría.

## Plantel
|                     | Jugador            | Edad    | Posición      | Tests | Equipo         |
| ------------------- | ------------------ | ------- | ------------- | ----- | -------------- |
| Hookers y Pilares   |                    |         |               |       |                |
| 2                   | Rory Best          | 37 años | Hooker        | 123   | Ulster Rugby   |
|                     | Sean Cronin        | 33 años | Hooker        | 72    | Leinster Rugby |
| 3                   | Tadhg Furlong      | 26 años | Pilar         | 40    | Leinster Rugby |
| 1                   | Cian Healy         | 32 años | Pilar         | 94    | Leinster Rugby |
|                     | Rob Herring        | 29 años | Hooker        | 8     | Ulster Rugby   |
|                     | David Kilcoyne     | 30 años | Pilar         | 35    | Munster Rugby  |
|                     | Andrew Porter      | 23 años | Pilar         | 22    | Leinster Rugby |
|                     | John Ryan          | 31 años | Pilar         | 21    | Munster Rugby  |
|                     | Niall Scannell     | 27 años | Hooker        | 19    | Munster Rugby  |
| Segundas líneas     |                    |         |               |       |                |
|                     | Tadhg Beirne       | 27 años | Segunda línea | 12    | Munster Rugby  |
| 4                   | Iain Henderson     | 27 años | Segunda línea | 52    | Ulster Rugby   |
|                     | Jean Kleyn         | 26 años | Segunda línea | 5     | Munster Rugby  |
| 5                   | James Ryan         | 23 años | Segunda línea | 22    | Leinster Rugby |
| Alas y Octavos      |                    |         |               |       |                |
|                     | Jack Conan         | 27 años | Octavo        | 17    | Leinster Rugby |
|                     | Jordi Murphy       | 28 años | Ala           | 30    | Ulster Rugby   |
| 6                   | Peter O'Mahony     | 30 años | Ala           | 63    | Munster Rugby  |
|                     | Rhys Ruddock       | 28 años | Octavo        | 25    | Leinster Rugby |
| 8                   | CJ Stander         | 29 años | Octavo        | 37    | Munster Rugby  |
| 7                   | Josh van der Flier | 26 años | Ala           | 22    | Leinster Rugby |
| Medios scrum        |                    |         |               |       |                |
|                     | Luke McGrath       | 26 años | Medio scrum   | 18    | Leinster Rugby |
| 9                   | Conor Murray       | 30 años | Medio scrum   | 77    | Munster Rugby  |
| Aperturas y Centros |                    |         |               |       |                |
|                     | Bundee Aki         | 29 años | Centro        | 23    | Connacht Rugby |
|                     | Joey Carbery       | 23 años | Apertura      | 21    | Munster Rugby  |
|                     | Jack Carty         | 27 años | Apertura      | 10    | Connacht Rugby |
|                     | Chris Farrell      | 26 años | Centro        | 9     | Munster Rugby  |
| 12                  | Robbie Henshaw     | 26 años | Centro        | 39    | Leinster Rugby |
| 13                  | Garry Ringrose     | 24 años | Centro        | 27    | Leinster Rugby |
| 10                  | Jonathan Sexton    | 34 años | Apertura      | 87    | Leinster Rugby |
| Fullbacks y Wings   |                    |         |               |       |                |
|                     | Andrew Conway      | 28 años | Fullback      | 18    | Munster Rugby  |
| 14                  | Keith Earls        | 32 años | Wing          | 81    | Munster Rugby  |
| 15                  | Rob Kearney        | 33 años | Fullback      | 94    | Leinster Rugby |
|                     | Jordan Larmour     | 22 años | Wing          | 20    | Leinster Rugby |
| 11                  | Jacob Stockdale    | 23 años | Wing          | 24    | Ulster Rugby   |

### Cuerpo técnico[1]
Entrenador:  Joe Schmidt
- Entrenador de Defensa:  Andy Farrell
- Entrenador de Scrum:  Greg Feek
- Entrenador de Forwards: Simon Easterby

## Legado
Fue el último mundial de Best, Cronin, Earls, Kearney y la leyenda Sexton. El entrenador Schmidt decidió no renovar su contrato y abandonó el seleccionado.
La caída ante Japón fue considerada histórica, debido a que no se veía como factible por la prensa ni fanáticos del rugby. En Irlanda se criticó fuertemente al seleccionado por los errores de juego.